# Yab-yum

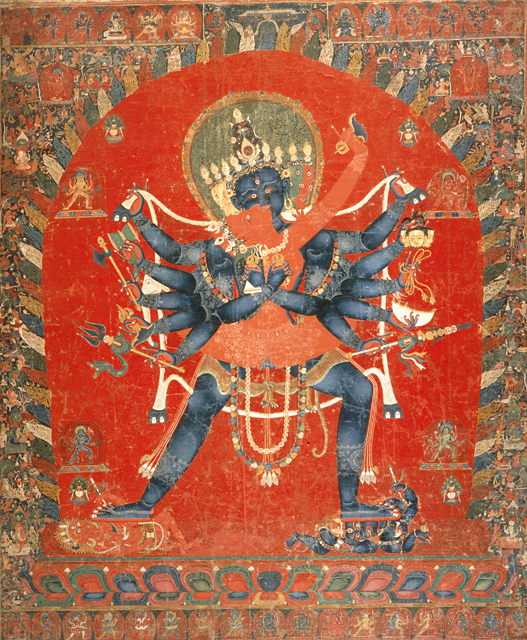
Dipinto di Chakrasamvara e Vajravarahi in posizione Yab-yum

Yab-yum (in Tibetano "padre-madre") è un simbolo comune nell'arte buddista dell'India, Bhutan, Nepal e Tibet, che rappresenta una divinità maschile nell'atto di unione sessuale con la consorte femmina. Spesso la divinità maschile siede nella posizione del loto, mentre la consorte siede sulle sue cosce.
Il simbolismo è associato con l'Anuttarayoga tantra, mentre esistono svariate interpretazioni circa il simbolismo nel linguaggio crepuscolare; la figura maschile è solitamente associata alla compassione (karuṇā) e capacità nei gesti (upāya-kauśalya), mentre la sua paredra è l'intuito (o saggezza, prajñā).
Il simbolismo dell'unione sessuale e la sessualità polarizzata è l'insegnamento centrale del Buddismo tantrico, specialmente in Tibet. L'unione è vissuta dai praticanti come un'esperienza mistica dentro al corpo di ognuno.
Yab-yum è solitamente usato per rappresentare la primordiale (o mistica) unione di saggezza e compassione. Nel Buddismo, la polarità maschile è attiva, e rappresenta la compassione e la capacità nei gesti. La polarità femminile è la forma passiva e rappresenta la saggezza (prajñā), necessaria all'illuminazione. Unite, le figure simboleggiano l'unione necessaria a rompere i veli della Maya, l'illusione di dualità tra soggetto e oggetto.
Lo Yab-yum è anche rappresentato da significanti aniconici negli yantra e nei maṇḍala.
Nel Buddismo tibetano, possono essere trovate negli oggetti della campana e del dorje (il vajra), che, come lo Yab-yum, simboleggiano il dualismo che deve essere oltrepassato. Le pratiche sacre del tantrismo portano ad un rapito sviluppo della mente attraverso l'esperienza della beatitudine, non-dualismo, estasi nella comunione con la consorte.
Nell'induismo, lo Yab-yum ha un ulteriore significato; la posizione di abbraccio delle due divinità rappresenta la potenza della creazione. Il concetto induista è quello di una divinità maschile passiva che abbraccia la propria sposa chiamata shakti, la quale è rappresentata nella sua attività o potenza.
Queste figure sono spesso scolpiti come statue o rilievi, oppure dipinte sui thangka.

## Sadhana
Essendo una pratica tantrica, lo Yab-yum è analogo al Kāmamudrā o "sigillo d'amore" (oppure Karmamudrā, ovvero "sigillo dell'azione". Tibetano:las kyi phyag rgya). 
Si tratta dello yoga tantrico, che prevede la partecipazione di un partner. Lo scopo della pratica è quello di controllare la propria energia sessuale; le pratiche più avanzate di Yab-yum sono eseguite mentalmente, senza usare un partner fisico. 

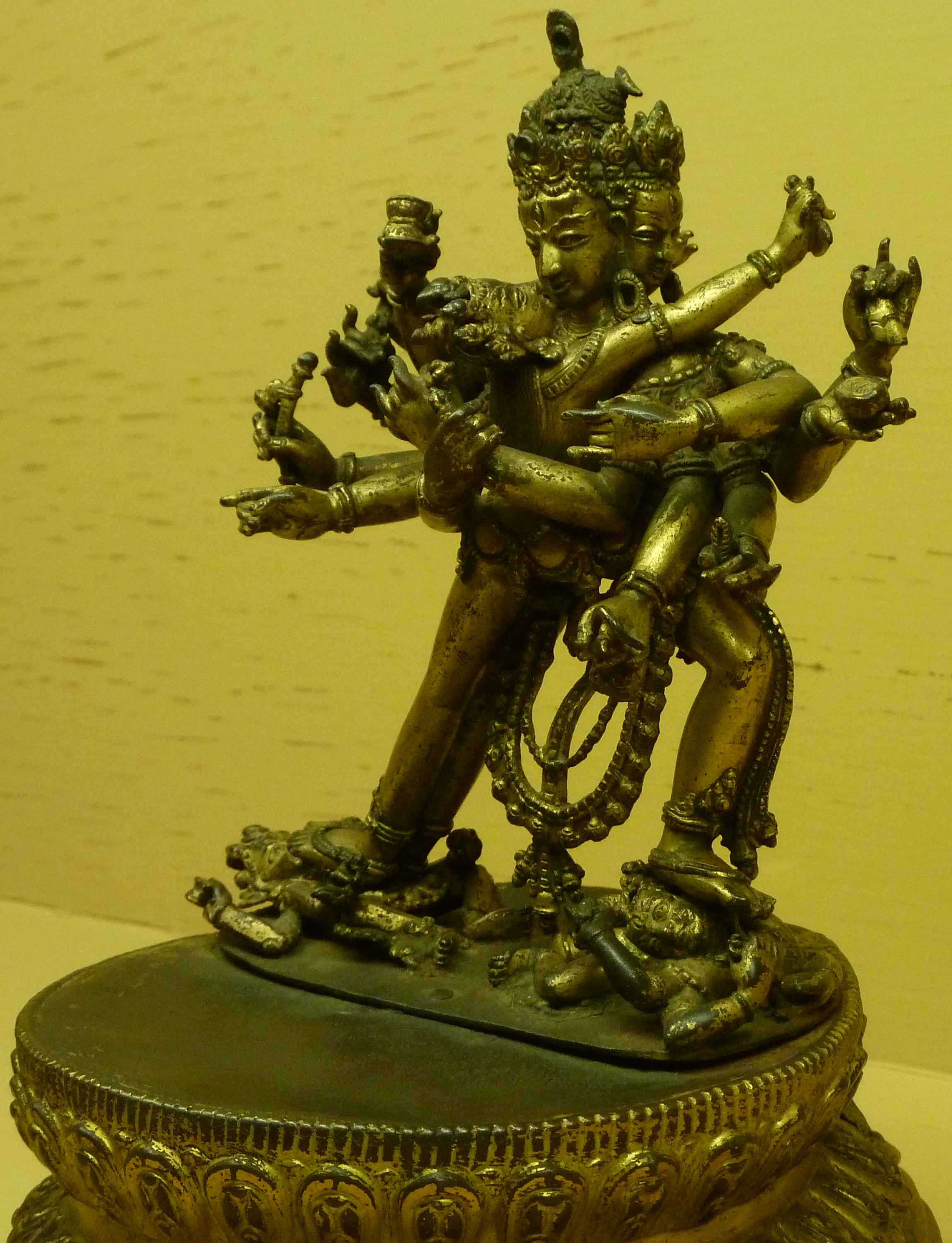
Statuetta di Chakrasamvara in Yab-yum

Come tutte le altre forme di yoga, non può essere praticato senza la base del calore interno yogico, tummo, il quale è un'estensione del kāmamudrā. Questo sadhana è sussunto nei Sei Yoga. L'iconografia del Yab-yum e la pratica maitrī del Kāmamudrā genera conoscenza nella dottrina dell'interpenetrazione dell'upāya.